# Gwawinapterus
Gwawinapterus („geflügelter Rabe“) ist eine fossile Gattung aus der Oberkreide von Kanada, die auf einem Kieferfragment samt Zähnen beruht. Einzige Art ist Gwawinapterus beardi. Die Gattung wurde 2010 aufgestellt und der Istiodactylidae zugeordnet, einer Gruppe der Flugsaurier, die möglicherweise als Aasfresser eine ähnliche ökologische Nische besetzten wie die heutigen Geier. Damit wäre Gwawinapterus sowohl der erste aus der Oberkreide bekannte Istiodactylidae als auch der erste aus der Oberkreide bekannte zahntragende Flugsaurier. Eine 2012 veröffentlichte Studie kam jedoch zu dem Ergebnis, dass das Fossil nicht zu einem Flugsaurier, sondern zu einem Knochenfisch aus der Gruppe der Saurodontidae gehörte.
Der Name Gwawinapterus leitet sich von Gwa’wina („Rabe“) aus der Sprache Kwak'wala her, sowie von Pteron („Flügel“) aus dem Altgriechischen. Kwak'wala wird von den Kwakwaka'wakw gesprochen, einem Indianerstamm des nördlichen Vancouver Islands. Der zweite Teil des Artnamens, beardi, ehrt Graham Beard, dem Entdecker des Fossils.

## Merkmale und Einordnung

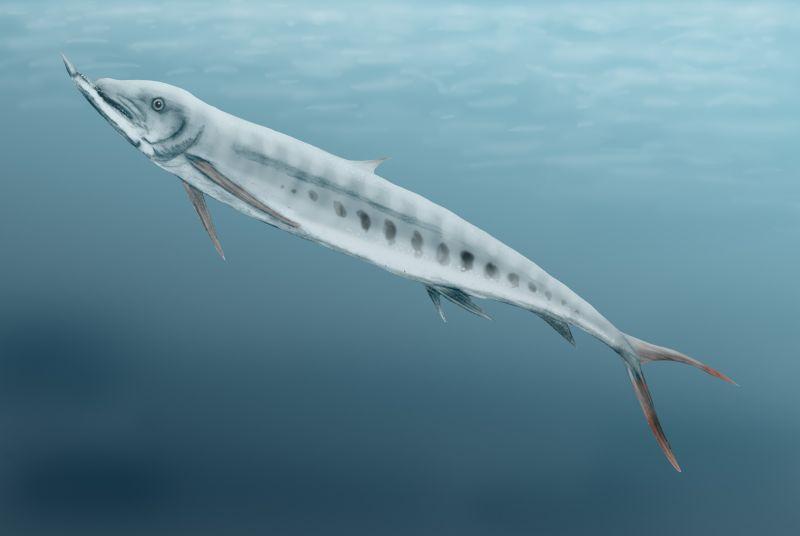
Der Saurodontidae Saurodon. Das Gwawinapterus-Fossil könnte zu diesem oder einem ähnlichen Saurodontiden gehört haben.

Das einzige Fossil ist innerhalb einer Calcit-Konkretion erhalten und zeigt einen Teil eines Kieferknochens. Das Fossil offenbarte sich, nachdem die Konkretion mechanisch in zwei Hälften gespalten wurde. Auf einer Hälfte findet sich ein Großteil des Knochenmaterials, das allerdings durch die Spaltung vielerorts gesplittert ist, während sich auf der Gegenplatte die entsprechenden Abdrücke und weitere Knochenreste finden. Der Kieferknochen ist schlecht, die Zähne allerdings gut erhalten.
In der Erstbeschreibung durch Victoria Arbour und Philip Currie wird Gwawinapterus der Flugsaurier-Familie Istiodactylidae zugeschrieben. Auf eine Zugehörigkeit zu dieser Gruppe weisen gemeinsame Merkmale der Zahnkronen: Diese sind dreieckig, seitlich (labiolingual) abgeflacht und gerade; eine Sägung (Serration) ist nicht vorhanden. Bereits im Frühjahr 2012 meldete der Flugsaurier-Spezialist Mark Witton Zweifel an der Zugehörigkeit zu den Flugsauriern an: Der Zahnwechsel bei sämtlichen Flugsauriern geht vonstatten, indem der Ersatzzahn hinter dem zu ersetzenden Zahn durchbricht – das Gwawinapterus-Fossil zeige jedoch, dass die Ersatzzähne direkt unterhalb der zu ersetzenden Zähne sitzen. Forscher um Romain Vullo argumentieren schließlich im Herbst 2012, dass die beschriebenen Zahnmerkmale nicht nur für Istiodactyliden, sondern auch für saurodontide Fische wie Saurodon und Saurocephalus typisch seien. Das Kieferfragment zeigt mindestens 25 dicht stehende Zähne; diese Konfiguration ist für saurodontide Fische typisch,  nicht jedoch für Istiodactyliden, die pro Kieferhälfte meist weniger als 15 Zähne zeigten, die weniger dicht gepackt waren. Vullo und Kollegen interpretierten das Fossil als eine unvollständige isolierte Maxillare. Die Vorderkante des Fossils würde die Sutur darstellen, welche die Maxilla von der fehlenden Prämaxillare abgrenzt.
Vullo und Kollegen (2012) konnten keine einzigartigen Merkmale feststellen, anhand derer sich das Fossil von bekannten Saurodontiden-Gattungen abgrenzen ließe. Folglich deklarierten sie die Gattung Gwawinapterus als Nomen dubium (zweifelhafter Name).

## Fund und Paläoenvironment
Das Fossil stammt von der Insel Hornby Island, welche Vancouver Island (British Columbia, Kanada) vorgelagert ist. Es wurde im Nordwesten der Insel (Collishaw Point) aufgesammelt. Collishaw Point gilt als eine ergiebige Fundstelle für fossilführende Calcitkonkretionen, bekannt sind Funde von zahlreichen Pflanzen, Wirbellosen, Knochenfischen, Haien und Mosasauriern. 2005 wurde außerdem die Entdeckung von Vögeln aus den Gruppen Ornithurae und Enantiornithes bekannt gegeben. Geologisch gehört der Fundort der Northumberland-Formation an, die sich überwiegend aus dunkelgrauen siltigen Peliten und gröberen Turbidit-Ablagerungen aufbaut, die sich in tieferem Wasser ablagerten. Saurodontide Fische wie Prosaurodon, Saurocephalus und Saurodon sind in der Oberkreide Nordamerikas weit verbreitet.